# Kernyw
Kernyw è un'antica regione nel Galles, confinante a Nord con Gwynedd e a Sud con Lloegyr, che a tempo è stata confusa con la Cornovaglia. È teatro delle imprese di Re Artù nella tradizione celtica, trovandosi in esso le città di Dindagol, dove nacque, Gelliwig, dove si trovava la sua corte, e Camlan, dove avvenne la fatale battaglia.

## Identificazione
Nella Historia Regum Britanniae Goffredo di Monmouth la traduce come Cornubia in latino e facendo riferimento all'attuale Cornovaglia, ma nella tradizione originaria gallese la regione è posta nel Galles, in particolare nel Ynes Pyedrin nel Brut y Brenhinedd e in altri manoscritti. La conferma è data anche dal gigante Rhita Gawr che, nella tradizione celtica, è detto avere il titolo de "il più vecchio signore del Kernyw" ed essere "re del Gwynedd al tempo di Artù" questo per indicare che il Kernyw doveva essere posto a Sud del Gwynedd.